# Ruggero Deodato
(Ruggero Deodato)
Ruggero Deodato (Potenza, 7 maggio 1939 – Roma, 29 dicembre 2022) è stato un regista, sceneggiatore e attore italiano.
Inizialmente regista di commedie e poliziotteschi, si afferma con la direzione di pellicole horror, in particolare di genere cannibal, divenendo noto per il contenuto estremo dei suoi film, che gli hanno portato numerosi problemi con la censura e gli hanno procurato il soprannome di Monsieur Cannibal.
Cannibal Holocaust, probabilmente il suo film più famoso, è considerato uno dei più agghiaccianti e controversi della storia del cinema, per il quale Deodato finì persino in tribunale. Congiuntamente alla carriera cinematografica, lavora anche per la televisione, dirigendo alcune serie televisive e spot pubblicitari per marchi come Piaggio, Fiat, Philips, Carrera e molti altri.
Deodato ha influenzato registi come Oliver Stone, Quentin Tarantino, Eli Roth e Nicolas Winding Refn.
Tenne una rubrica per il mensile Nocturno.

## Biografia

### Gli inizi
Nato a Potenza, vive per un certo periodo in Danimarca iniziando, in tenera età, come pianista e leader di un'orchestra organizzata da un suo parente impresario. Tornato in Italia, la madre lo iscrive ad un corso di pianoforte presso il suo maestro d'infanzia ma, dopo tre giorni, viene cacciato per il suo modo di suonare a orecchio. A quattordici anni si trasferisce a Roma con la famiglia. Cresce nel quartiere Parioli, uno dei più rinomati della capitale dove risiedono numerose personalità del cinema, con le quali inizia ad avere i primi contatti.
Entra nel mondo cinematografico come comparsa nei film di Domenico Paolella Destinazione Piovarolo, Il coraggio e I ragazzi dei Parioli, ma ben presto sceglie la strada della regia. "Feci per un anno o due, diversi filmetti, poi mi chiamarono a fare un provino per Federico Fellini, ma dai sedici ai diciotto anni ero cambiato, avevo gli occhiali, ero imbruttito. Fellini non mi prese. Non pensai più di fare l'attore".
È Roberto Rossellini a dargli la prima opportunità. Con lui lavora come aiuto regista per diversi film come Il generale della Rovere e Viva l'Italia.
Deodato lavora anche con Sergio Corbucci (è aiuto regista per "Gli onorevoli", del 1963) - in Django tutti gli esterni in Spagna li gira lui -, Riccardo Freda, ma soprattutto con Antonio Margheriti. Con lui Deodato partecipa come aiuto regista a film come Danza macabra e Anthar l'invincibile oltre che alla serie cinematografica del cosiddetto "quartetto Gamma Uno" (dal nome della stazione spaziale usata come ambientazione), una serie di quattro film a basso costo girati contemporaneamente tra il 1966 e il 1967 da Margheriti per il mercato statunitense comprendente I criminali della galassia, I diafanoidi vengono da Marte, Il pianeta errante e La morte viene dal pianeta Aytin.
Grazie ad Antonio Margheriti Deodato esordisce nella regia nel 1964. Il film è Ursus il terrore dei Kirghisi ed è una co-regia tra i due.
Nel 1968 Deodato fa il suo vero esordio con Gungala la pantera nuda, diretto con lo pseudonimo Roger Rockfeller. In quell'anno dirige altri tre film, esplorando generi diversi e affinando il proprio stile.
Sul set di uno di questi film conosce Silvia Dionisio, che diventerà sua moglie, fino al divorzio avvenuto nel 1979. Dalla loro unione nasce un figlio, Saverio Deodato Dionisio, anch'egli attore. 
Nel 2001 nasce la secondogenita Beatrice, dalla seconda moglie Valentina Lainati.

### I lavori per la televisione e gli spot
Dal 1969 al 1975 Deodato lavora soprattutto per la televisione e dirige spot pubblicitari. Il regista ha dichiarato che la sua fu una scelta dovuta al successo della moglie Silvia Dionisio. "Era l'unica cosa che potevo fare. Mia moglie era divenuta una star, i produttori mi chiamavano solo se c'era lei... dovevo cambiare tutto per dimostrare che valevo qualcosa."
Per la TV Deodato dirige la seconda stagione della serie Triangolo rosso nel 1969 e le tre stagioni di All'ultimo minuto tra il 1971 e 1973. Gli spot pubblicitari sono innumerevoli, tra i più famosi quelli per le già citate Piaggio, Fiat, Philips, sottilette Kraft e De'Longhi.

### Il ritorno al cinema
Deodato torna alla regia cinematografica nel 1975 con il thriller erotico Ondata di piacere, girato a Cefalù e ambientato su uno yacht, sulla scia del successo di Il coltello nell'acqua di Roman Polański. Il film ottiene buoni incassi e rilancia il nome di Deodato.
Nel 1976 dirige il suo unico poliziottesco, Uomini si nasce poliziotti si muore scritto da Fernando Di Leo. Il film è uno dei più violenti del genere, ma è anche molto ironico. Il film viene sforbiciato dalla censura, che taglia alcune scene truculente come un occhio cavato e alcune scene erotiche. Uomini si nasce poliziotti si muore ebbe un notevole successo, tanto che Deodato aveva pensato a un sequel, che però non fu mai girato.

### Monsieur Cannibal
Nel 1977 Deodato dirige Ultimo mondo cannibale, che in origine doveva essere un sequel de Il paese del sesso selvaggio (1972), di Umberto Lenzi, e doveva essere diretto dallo stesso Lenzi.
Il film di Deodato ha gli stessi attori protagonisti del film precedente, vale a dire Ivan Rassimov e Me Me Lay, ed è il primo film in Italia a mostrare atti di cannibalismo, dando il via alla Trilogia dei cannibali per la quale il regista diventerà famoso in tutto il mondo.
Nel 1978 dirige e sceneggia un "lacrima movie", genere inusuale per lui, L'ultimo sapore dell'aria, che in Italia non ha un grande successo ma che riscuote un grande successo all'estero in paesi come in Giappone, e nel 1980 firma quello che è considerato il suo capolavoro, il controverso Cannibal Holocaust, film contenenti scene di reali uccisioni di animali rappresentate sullo schermo ed estremamente realistiche, per le quali Deodato fu anche condannato a quattro mesi di carcere con la condizionale. Il film venne girato in due modi diversi: la prima parte (chiamata The Last Road to Hell), girata in 35 mm, mentre la seconda (The Green Inferno) in 16 mm, con la pellicola graffiata e un uso costante della macchina a mano, per dare la sensazione del vero filmato non professionale stile mockumentary. Deodato, riguardo alla lavorazione della pellicola ha affermato: «Ci misi una cura maniacale in quel film perché tutto fosse perfetto, ho strisciato addirittura la pellicola per rendere il tutto più veritiero». Nonostante le controversie, Cannibal Holocaust è considerato da molti un'interessante e cruda analisi della società contemporanea, nonché un lucido atto d'accusa contro i mass media, diversi anni prima di Assassini nati. Già dalle prime sequenze, Deodato fa capire quali siano nella sua visione i veri selvaggi (mentre un reporter alla TV parla delle tribù cannibali, le immagini mostrano scene di vita in una città moderna quale New York).

Una scena de La casa sperduta nel parco

Nel 1980 firma La casa sperduta nel parco, iperviolento thriller con scene di violenza di un realismo agghiacciante, che rafforza la sua fama di regista estremo. Il film è stato realizzato per far quadrare i conti, dato che Cannibal Holocaust, in Italia, non aveva incassato molto, a causa delle sue traversie giudiziali e l'idea alla base di esso nacque durante le riprese dello stesso Cannibal Holocaust, tanto che i due film condividono oltre che lo stesso regista anche lo stesso produttore e lo stesso cast tecnico.
Dopo I predatori di Atlantide, film avventuroso del 1983, Deodato gira il suo ultimo grande film nel 1985. Il film è Inferno in diretta e conclude la trilogia dei cannibali, anche se è soprattutto un film d'azione che sfoggia forse più violenza e gore di Cannibal Holocaust.

### Gli ultimi lavori
Gli anni successivi vedono Deodato impegnato in generi diversi, con pochi lampi, come lo slasher Camping del terrore del 1986 girato in Italia seguendo la scia e prendendo a modello la saga americana di Venerdì 13.
Dell'anno dopo è invece The Barbarians, fantasy debitore dello stile del Conan di Milius. Il film viene girato in Abruzzo con un buon budget per l'epoca che gli permette di far risultare credibile il paesaggio della regione italiana come fosse il Canada, e Un delitto poco comune thriller/giallo psicologico del 1988.
Successivamente gira Mamma ci penso io (1991), La lavatrice (1992) e Vortice mortale (1993) mai distribuiti nei circuiti cinematografici.
A partire dalla metà degli anni novanta a seguito della scomparsa in Italia del cinema di genere, Deodato torna alla televisione e dirige molte fiction, tra cui I ragazzi del muretto e, con Bud Spencer, Noi siamo angeli e l'interessante Padre Speranza, bloccato dalla Rai per diversi anni, forse per evitare la concorrenza con il più famoso e accomodante Don Matteo.
Nel 2007 Ruggero Deodato è presente nel cast di Hostel: Part II, diretto da Eli Roth, come attore. Lo ha fortemente voluto Quentin Tarantino, produttore del film. Nel film Deodato interpreta un cannibale italiano, che in una scena mangia un uomo. Nel 2010 è presente in una piccola parte nel film The Museum of Wonders, regia di Domiziano Cristopharo. Nel 2013 gira l'episodio Bridge all'interno del film antologia The Profane Exhibit. Nel 2013 è presente nel cast del film Nero infinito, regia di Giorgio Bruno.
Nel 2016 ha presentato, in anteprima mondiale, al Lucca Film Festival il film Ballad in Blood . Nel 2018 rilascia, sotto forma di storia illustrata (con i disegni di Miguel Ángel Martín) il soggetto del sequel mai realizzato di Cannibal Holocaust. Il volume è stato pubblicato dalla Nicola Pesce Editore con il titolo Cannibal Holocaust 2.

### Morte
Ruggero Deodato è deceduto il 29 dicembre 2022 all'età di 83 anni presso il policlinico Umberto I a Roma. Il funerale è stato celebrato il giorno dopo nella chiesa di San Roberto Bellarmino nel quartiere Parioli a Roma.

## Lo stile
Deodato è considerato un regista estremo: i suoi film provocano lo spettatore con scene di sesso o di violenza molto spinte, inserendo comunque messaggi di critica, specialmente verso la civiltà occidentale e la società del tempo.
I suoi maestri sono stati Rossellini e il neorealismo, Antonio Margheriti, Sergio Corbucci e Gualtiero Jacopetti. Per il suo stile Deodato ha avuto tanti problemi con la censura, ma non è mai sceso a compromessi e anche nei suoi film più convenzionali ha inserito scene shock al fine di sconcertare e sorprendere lo spettatore.

## Curiosità
- Il film The Blair Witch Project del 1999 basava la narrazione sulle riprese effettuate dai protagonisti della storia, esattamente come in Cannibal Holocaust; per questo motivo Deodato valutò, senza tuttavia portarla avanti, un'azione legale per plagio.[20]
- Deodato è molto amato all'estero, soprattutto in Francia, dove è stato soprannominato Monsieur Cannibale.
- Deodato ha usato molti pseudonimi durante la sua carriera: Roger Daniel, Roger Deodato, Roger Franklin, Roger Rockfeller, R.D. Franklin, Roger Doget e Roger Drake.
- Il regista ha dichiarato che nel 1988 la casa di produzione statunitense Cannon Films dei cugini Yoram Globus e Menahem Golan, famosi produttori tra l'altro della raccolta fantastica Cannon Movie Tales, dopo il buon successo The Barbarians, prodotto sempre dai due cugini attraverso però la Golan Globus, gli propose di dirigere Spider-Man. Deodato partì per gli Stati Uniti, ma scoprì che la "Cannon" era fallita. Il film fu poi diretto da Sam Raimi nel 2002[20].

## Filmografia

### Regista

#### Cinema
- Ursus il terrore dei Kirghisi (1964) (co-regia con Antonio Margheriti)
- Gungala la pantera nuda (1968)
- Fenomenal e il tesoro di Tutankamen (1968)
- Donne... botte e bersaglieri (1968)
- Vacanze sulla Costa Smeralda (1968)
- I quattro del pater noster (1969)
- Zenabel (1969)
- Ondata di piacere (1975)
- Uomini si nasce poliziotti si muore (1976)
- Ultimo mondo cannibale (1977)
- L'ultimo sapore dell'aria (1978)
- Concorde Affaire '79 (1979)
- Cannibal Holocaust (1980)
- La casa sperduta nel parco (1980)
- I predatori di Atlantide (1983)
- Inferno in diretta (1985)
- Camping del terrore (1986)
- The Barbarians (1987)
- Un delitto poco comune (1988)
- Lone Runner - Lo scrigno dei mille diamanti (1988)
- Minaccia d'amore (1988)
- Mamma ci penso io (1992)
- Vortice mortale (1993)
- Bridge, episodio di The Profane Exhibit (2013)
- Ballad in Blood (2016)
- Casetta sperduta in campagna, episodio di Deathcember (2019)

#### Televisione
- Il triangolo rosso (1969) - seconda serie
- All'ultimo minuto (1971)
- Il segreto di Cristina (1972)
- Il ricatto (1988) - solo due episodi
- Oceano (1989)
- I ragazzi del muretto (1994)
- Noi siamo angeli (1997)
- Sotto il cielo d'Africa (1998)
- Padre Speranza (2005)

### Attore
- Destinazione Piovarolo regia di Domenico Paolella (1955)
- Il coraggio regia di Domenico Paolella (1955)
- I ragazzi dei Parioli regia di Sergio Corbucci (1959)
- Cannibal Holocaust regia di Ruggero Deodato (1980) - cameo
- Il ricatto regia di Ruggero Deodato (1988)
- Un delitto poco comune regia di Ruggero Deodato (1988) - cameo
- Hostel: Part II regia di Eli Roth (2007) - cameo
- The Museum of Wonders regia di Domiziano Cristopharo (2010)
- Nero infinito regia di Giorgio Bruno (2013) - cameo
- Lilith's Hell regia di Vincenzo Petrarolo (2014)
- Ballad in Blood regia di Ruggero Deodato (2016)